# Mateusz Ponitka
Mateusz Michal Ponitka (Ostrów Wielkopolski, Polonia, 29 de agosto de 1993) es un baloncestista polaco que milita en el Bahçeşehir Koleji S.K. de la Basketbol Süper Ligi turca. Con 1,98 metros de estatura, juega en las posiciones de escolta y alero. Su hermano Marcel Ponitka también es un jugador de baloncesto profesional que fue internacional con la selección polaca.

## Trayectoria deportiva
Comenzó su andadura profesional siendo todavía un juvenil en el AZS Politechnika Warszawska, de donde pasó en 2012, con 19 años, al Asseco Prokom Gdynia, tras promediar en su última temporada 13,6 puntos y 4,6 rebotes por partido. Tras un comienzo en el que tuvo poca relevancia en el equipo, en la temporada 2012-13 comenzó a jugar más minutos, acabando la misma promediando 8,8 puntos y 3,8 rebotes por partido.
En agosto de 2013 se desvinculó del Asseco y fichó por tres temporadas con el equipo belga del BC Oostende. En su primera temporada consiguió el campeonato de liga, ayudando al equipo con 10,6 puntos y 3,0 rebotes por partido.
En 2015 regresó a su país para fichar por el Stelmet Zielona Góra, donde en su primera temporada promedió 11 puntos y 5,5 rebotes por partido, siendo elegido Estrella Emergente de la Eurocup, e incluido en el segundo mejor quinteto de la competición.
Su gran temporada no pasó desapercibida, firmando para la temporada 2016/17 por el Pınar Karşıyaka turco.
En julio de 2017 se desvincula de Pınar Karşıyaka y ficha por el equipo español del Iberostar Tenerife de Liga Endesa, ganando en su primer partido oficial con el club tinerfeño, la Copa Intercontinental FIBA.
El 1 de julio de 2018 se desvinculó del Iberostar Tenerife firmando unos días después por el Lokomotiv Kuban ruso.
En 2019 firmó un contrato por varios años con el BC Zenit San Petersburgo de la VTB League.
El 24 de septiembre de 2022, firma un contrato por una temporada con el Panathinaikos BC de la A1 Ethniki griega.
El 13 de julio de 2023, firma un contrato con el KK Partizan de la ABA Liga.
El 23 de julio de 2024 se anuncia su fichaje por el Bahçeşehir Koleji S.K. de la Basketbol Süper Ligi turca.

### Selección nacional
Ponitka formó parte de la selección de Polonia que se proclamó subcampeona en el Mundial Sub-17 de 2010 en la que cayeron en la final ante Estados Unidos, en la que anotó 14 puntos.
Debutó con la selección absoluta el 3 de agosto de 2012 ante Montenegro, anotando 4 puntos.
Participaría con su selección en el Eurobasket 2013, Eurobasket 2015 y Eurobasket 2017.
Sin embargo, su gran papel en la selección comenzó en 2019, ya que fue en febrero de ese año, cuando Polonia consiguió la clasificación para el Mundial de baloncesto de tras 52 años de travesía por el desierto.
El partido contra Croacia será recordado por la mayoría de aficionados al baloncesto polaco. El resultado final fue de 77 a 69 para Polonia. El jugador más determinante fue Mateusz Ponitka con 20 puntos anotados y 8 rebotes capturados.
En el Mundial de China 2019, la selección polaca llegó hasta los cuartos de final y acabó octava en el global de la competición. El mejor partido de Ponitka fue contra la anfitriona China, donde anotó 25 puntos y consiguió 9 rebotes.
En septiembre de 2022 disputó con el combinado absoluto polaco el EuroBasket 2022, finalizando en cuarta posición. Durante el torneo, en la victoria de Polonia ante Eslovenia de cuartos de final, Ponitka se convirtió en el tercer jugador oficial en lograr un triple-doble en un EuroBasket al computar 26 puntos, 16 rebotes y 10 asistencias. Anteriormente lo habían conseguido Toni Kukoc en 1995 y el rumano Andrei Mandache en 2017.